# Aeroportul Groote Eylandt
Aeroportul Groote Eylandt (IATA: GTE, ICAO: YGTE) este un aeroport din Teritoriul de Nord, Australia ce deservește zona Groote Eylandt⁠(d). Aeroportul a fost tranzitat în 2022 de 46.864 de pasageri. A fost numit după zona deservită.
Situat la o altitudine de 13 m, aeroportul dispune de o singură pistă.